# Porntip Nakhirunkanok
Porntip Nakhirunkanok (thaï: ภรณ์ทิพย์ นาคหิรัญกนก; RTGS: Phonthip Nakhirankanok; API : [pʰɔ̄ːn.tʰíp nâːk.hì.rān.kā.nòk]), surnommée Bui (ชื่อเล่น : ปุ๋ย ; thaï: ปุ๋ย, RTGS: Pui, API [pǔj]), née le 7 février 1968 à Chachoengsao, est une Thaïlandaise élue Miss Thaïlande 1988, puis Miss Univers 1988,. C'est la deuxième Thaïlandaise à avoir remporté ce titre, après Apasra Hongsakula en 1965,,.

## Biographie
En 2002, elle se marie avec le millionnaire Herbert Simon et devient Porntip ou Bui Simon. Ils ont un fils et une fille.